# José Diogo Albuquerque
José Diogo Santiago de Albuquerque (Hexham, Northumberland, 10 de Novembro.de 1972) é um político português.

## Família
Filho terceiro de José Carlos Dargent de Albuquerque (Lisboa, São Sebastião da Pedreira, 20 de Abril de 1935), distinto desportista, Senhor da Quinta do Canal, na Figueira da Foz, que antes pertencera à família de António de Faria, e de sua mulher (Figueira da Foz, Alqueidão, Quinta do Canal, 12 de Junho de 1965) Maria Luísa Freire de Andrade Santiago (Coimbra, Santa Cruz, 13 de Maio de 1941), e neto paterno do 3.º Visconde de Ervedal da Beira. Tem dois irmãos mais velhos, João Carlos Santiago de Albuquerque (Lisboa, Alcântara, 8 de Março de 1967) e Luís Miguel Santiago de Albuquerque (Lourenço Marques, Santo António de Polana, 5 de Dezembro de 1970). É pai de Matilde Soares Branco de Albuquerque (Cascais, Cascais e Estoril, 24 de Dezembro de 2014).

## Biografia
Licenciado em Engenharia Agronómica, com especialização em Economia Agrária e Sociologia Rural, pelo Instituto Superior de Agronomia da Universidade Técnica de Lisboa em 1999, fez o curso de formação avançada no programa de Doutoramento de Alterações Climáticas e Desenvolvimento Sustentável da Faculdade de Ciências e Tecnologia da Universidade Nova de Lisboa, com a colaboração da Universidade de East Anglia, em 2010.
Estagiário na Direção Geral de Agricultura da Comissão Europeia, em Bruxelas, em 1997, foi responsável pelos sectores do vinho, azeite, tabaco, algodão, linho, cânhamo e arroz no Comité das Organizações Profissionais Agrícolas e Cooperativas junto da União Europeia, em Bruxelas, entre 1998 e 2000, Auditor da despesa agrícola relacionada com medidas de mercado, na Direcção-Geral de Agricultura da Comissão Europeia, e representante da Confederação dos Agricultores de Portugal junto da União Europeia, em Bruxelas, entre 2000 e 2004.
Investigador e Professor Convidado da Universidade de Lincoln, na Nova Zelândia, em 2006, trabalhou como membro da equipa responsável pelo futuro da Política Agrícola Comum na Comissão Europeia, em Bruxelas, a partir de 2007.
É autor de vários artigos sobre a Política Agrícola Comum e foi orador em dezenas de seminários sobre o assunto.
Foi Secretário de Estado da Agricultura do XIX Governo Constitucional de Portugal, tendo passado a Secretário de Estado Adjunto e da Agricultura no XX Governo Constitucional.
É desde 2016 proprietário e gestor do site Agroportal (www.agroportal.pt) e consultor.